# Habronyx punensis
Habronyx punensis là một loài tò vò trong họ Ichneumonidae.